# Espectroscopia óptica para el estudio de plasmas
Llamada también espectroscopia de campo o espectroscopia de emisión, la espectroscopia óptica para el estudio de plasmas es una técnica de caracterización que permite conocer las propiedades de un plasma.
Suele utilizarse como una herramienta auxiliar en sistemas de crecimiento de láminas delgadas tales como ablación láser y sputtering. En este tipo de procesos se generan plasmas dentro de cámaras de alto vacío. Es deseable estudiar la composición química y demás características de dichos plasmas para conocer la fisicoquímica, es decir, las reacciones que se llevan a cabo al crear estos nuevos materiales. De manera similar se utiliza la espectroscopia de emisión para el estudio de plasmas astrofísicos al ser montado el equipo en el sistema de un telescopio.

## Descripción de la técnica
La radiación electromagnética (luz) emitida por el plasma es recolectada por un sistema de espejos, lentes, divisores de haz, polarizadores y fibras ópticas para lograr resolución espacial, temporal y espectral. El equipo colector incluye un espectrógrafo que debe tener un amplio intervalo espectral (luz visible, ultravioleta, rayos X, infrarrojo), pues los plasmas suelen emitir en múltiples longitudes de onda del espectro electromagnético. Una vez recolectada, la luz se dispersa mediante rejillas de difracción (visible, UV, VUV), cristales, o algunos filtros ópticos. La detección de la luz dispersada se lleva a cabo mediante fotomultiplicadores conectados a cámaras tipo CCD, de donde la información se envía a una computadora con un software especializado para su análisis.

## Utilidad de la técnica
Mediante el uso de esta técnica pueden medirse las líneas espectrales de emisiones atómicas e iónicas del plasma analizado en un intervalo de longitudes de onda que va desde los rayos X hasta el infrarrojo cercano.
Se trata de una herramienta muy sensible y no invasiva que da información acerca de composición química, reactividad y densidad de las especies, temperatura electrónica, velocidad relativa al observador, y morfología del plasma, entre otras propiedades.